# Quint Servili Prisc Estructe (mestre de la cavalleria)
Quint Servili Prisc Estructe (en llatí: Quintus Servilius Priscus Structus) va ser un magistrat romà. Era germà de Publi Servili Prisc Estructe. Formava part de la gens Servília, era de la família dels Servili Prisc i portava el nom d'Estructe.
El càrrec més rellevant dels que va exercir va ser el de magister equitum del dictador Mani Valeri Volús Màxim el 494 aC.